# Musical.ly

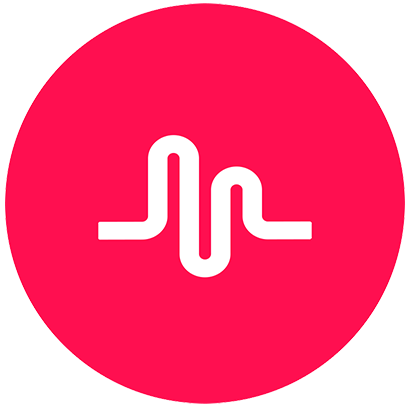
Logo von musical.ly

musical.ly war eine von dem Unternehmen musical.ly Inc. entwickelte und von 2014 bis 2018 vermarktete Social-Media-App, die sich über ihre rein technische Funktionalität hinaus auch als Social-Media-Plattform für ihre registrierten Nutzer verstand; sie ist der Vorgänger von der App TikTok, dessen Betreiber musical.ly 2017 übernommen hatte.

## Hintergrund
Die als Muser bezeichneten Nutzer filmten sich mit der eigenen Handykamera und bewegen ihre Lippen synchron zu einem selbst ausgewählten Full-Playback-Lied. Dabei können sie u. a. tanzen, turnen, gestikulieren und grimassieren. Verschiedene Aufnahmegeschwindigkeiten erleichterten die Aufnahmen. Es bestand auch die Möglichkeit, ein Video zu berühmten Filmzitaten oder eigenen Geräuschen zu erstellen. Danach ließen sich die Videos bearbeiten, beispielsweise mit verschiedenen Filtern und Effekten oder das Einstellen der Schnelligkeit des Videos unabhängig von der Tonspur. Die entstandenen Videos konnten dann direkt in der Smartphone-App geteilt werden. Es bestand auch die Möglichkeit, die Videos auf den Plattformen anderer sozialer Medien zu teilen.
Zusätzlich bestand die Möglichkeit, als Casts bezeichnete, zehnsekündige Momentaufnahmen zu erstellen. Diese waren 24 Stunden lang auf dem Profil des jeweiligen Musers sichtbar. Auf musical.ly fanden regelmäßig Wettstreite statt. Dabei sollten die Nutzer zu ganz bestimmten Liedern oder Texten ein Video erstellen und dieses mit dem entsprechenden Hashtag mit der Community teilen. Außerdem konnte mit der App live.ly live gestreamt werden.
musical.ly wurde 2014 veröffentlicht und hatte im August 2016 weltweit 140 Millionen Nutzer, darunter vier Millionen in Deutschland. Die Anwendung wurde von den Chinesen Louis Yang und Alex Zhu in Shanghai entwickelt. Der Hauptsitz befand sich in Los Angeles und Shanghai.
musical.ly war für Jugendliche über 13 Jahre gedacht und wies ausdrücklich darauf hin, dass Eltern Jugendlichen unter 13 Jahren den Gebrauch nicht erlauben sollten.
2017 wurde musical.ly für einen Preis zwischen 800 Millionen und einer Milliarde US-Dollar vom chinesischen Medienunternehmen ByteDance gekauft. Im August 2018 wurde der Name musical.ly gestrichen und die Nutzer vom App-Dienst TikTok übernommen.